# Дендрофилия
Дендрофилия (иногда арборфилия) буквально означает «любовь к деревьям» и может относиться к парафилии, при которой люди испытывают сексуальное возбуждение или влечение по отношению к деревьям. Может включать в себя сексуальный контакт, почитание фаллических символов, поклонение деревьям как символам плодородия, а также созерцание деревьев. Людей с данной парафилией может привлекать кора, неровности и выпуклости дерева, они могут отдавать предпочтение определённым видам деревьев; имитация полового акта с деревом не обязательно является характерной.
Также употребляется в значении любви к деревьям и лесам в общем смысле, в этом значении одно из первых употреблений слова мог сделать Лоуренс Бьюэлл по отношению к Генри Торо.